# European Western Balkans
 (транскр.  Јуропијан вестерн болканс), понекад скраћено EWB (транскр.  ЕВБ), српски је веб-сајт. У власништву је Центра савремене политике из Београда. Усредсређује се на питања интеграције земаља западног Балкана у Европску унију (ЕУ) и извештава о политици проширења Европске уније према овим државама (Северна Македонија, Црна Гора, Србија, Албанија, Босна и Херцеговина и Република Косово).
Портал је 2016. године, заједно са матичном организацијом и Фондацијом Конрад Аденауер, објавио водич на српском језику „Европски парламент и Србија” са циљем да се српским народним посланицима помогне да разумеју како функционише Европски парламент. Промоција водича одржана је у Народној скупштини Србије, а говорили су Дејвид Макалистер и Маја Гојковић.